# Erysiphe echinopis
Erysiphe echinopis är en svampart som beskrevs av U. Braun 1981. Erysiphe echinopis ingår i släktet Erysiphe och familjen Erysiphaceae.   Inga underarter finns listade i Catalogue of Life.